# Зиновьев, Леонид Петрович
Леонид Петрович Зино́вьев (28 апреля 1912 — 30.05.1998) — учёный-физик, доктор технических наук, профессор, лауреат Ленинской премии.

## Биография
Родился 28 апреля 1912 года в Волоколамске в семье служащего. В 1927 году окончил школу-семилетку, затем курсы шофёров. Работал в совхозе шофёром, потом трактористом на строительстве железной дороги. В 1931—1934 — электромонтёр по электрооборудованию автомобилей в Москве.
Учился на вечернем рабфаке, в 1934 году поступил в Московский энергетический институт, который окончил через 6 лет и был направлен во Всесоюзный электротехнический институт (ВЭИ).
17 июня 1941 года призван в РККА, участник войны с её первого дня. Служил в авиационной части, командир электротехнического взвода. Демобилизовался в мае 1946 года, вернулся в ВЭИ.
В 1947—1949 работал в Лаборатории «В» в посёлке Обнинское (ныне город Обнинск) над проектом первого в СССР синхрофазотрона на энергию 1,5 ГэВ.
С 1949 года — в Физическом институте им. П Н. Лебедева (ФИАН) в Москве. Руководил наладкой и пуском синхрофазотронов на энергию 180 МэВ (1953) и на энергию 10 ГэВ (1957).
С 1957 по 1988 год — руководитель отдела синхрофазотрона Лаборатории высоких энергий (ЛВЭ) Объединённого института ядерных исследований (ОИЯИ, Дубна).
Доктор технических наук, профессор.
Умер 30 мая 1998 года, похоронен в Дубне.

## Награды
- Лауреат Ленинской премии (1959).
- Награждён орденами «Знак Почета», Отечественной войны 2-й степени, «Командорский орден Заслуги» (Польша), медалями «За оборону Ленинграда», «За освобождение Варшавы», «За взятие Берлина», «За победу над Германией».
- Почетный гражданин Дубны (2000).